# الشاب بلال
الشاب بلال  اسمه الحقيقي بلال موفق، هو مغني، شاعر، ملحن وعازف متعدد جزائري من وهران لموسيقى الراي. ولد في شرشال، تيبازة، تيبازة يوم 23 جويلية 1966م.

## السيرة الذاتية
الشاب بلال تربى في وهران وتابع تعليمه في معهد الموسيقى، يجيد اللغة العربية والفرنسية، الشاب بلال تدرب على الغناء بظهوره في الحفلات العائلية وحفلات الزفاف المحلية أي التي كانت تقام في وهران والوهراني عموما
اسس فرقته الأهوار1 ودخل عالم الاحتراف
أغاني الشاب بلال تجول بنا في كامل طبوع البحر المتوسط. ثم واصل الشاب بلال مشواره بالتألق وذاع صيته حتى وصل والتحق بالنادي الضيق لنجوم الراي الشاب خالد الشاب مامي الشاب حسني وغيرهم من المغنين النشطين جدا في إنتاج الالبومات لدرجة أنه كان يطلق في الذروة حتى 3 البومات في العام.
هاجر لمرسيليا في 1989
في المدينة الفرنسية واصل الشاب بلال نشاطه الفني واستمر في المشاركة في المظاهرات الفنية من كل نوع وقام بالتعريف بفنه عبر حوالي 60 شريط (ألبوم) غنائي
- ليميقراسيون (الهجرة) - الحرم

هو يعيش حاليا في مرسيليا بفرنسا

## سيدي سيدي
في 2002 يمضي عقدا مع مجموعة يونيفرسال الموسيقية ليخرج البومة المشهور سيدي سيدي

## من تصريحاته المشهورة
صرح الشاب بلال في أحد الصحف المغربية معبرا عن إعجابه بالحضارة والثقافة المغربية وعن فنه قائلا «أعتمد كثيرا على الكلمات القريبة من الناس وعلى الإيقاع الشعبي البسيط. وسأواصل مشواري في هذا الاتجاه لأنني بكل بساطة» ولد البلاد«الذي سيبقى دائما محافظا على جذوره المغاربية.»
صرح الشاب بلال في حديثه عن فيديو اخرجها اب المغني في موقع يوتوب يشتكي فيها ترك الابن لأبيه يعاني من المشاكل ""بلال رباه جدّه، وقد مرّ بظروف صعبة بعد أن تخلى عنه والده الذي لم يره منذ سنة 89، لسبب بسيط أنه لا يملك عنوانا مستقرا. وللأمانة المنتج إبراهيم «ريدسون» وأيضا جيلالي «سان هاوس»، قاما بالواجب معه وأكثر. بعدها اشترى بلال شقة أخرى لوالده في منطقة «حاسي غلة» التي تبعد بنحو 40 كلم عن وهران، لكنه رفض أن يسكن فيها. لذا أقول لمن صوّر هذا الفيديو وأقحم نفسه في مشكل عائلي خاص، سيحاسبك الله على ما فعلته مهما طال عمرك" " 

## الجوائز
فاز بجائزة أحسن مغني راي في 2003.

## الألبومات
تركت عمدا أسماء الألبومات بالاحرف اللاتينية لتسهيل إيجادها في الوب
- 1996: البابور اللي جابني babor li jabni
- 1996: الغربة والهم Ghorba Wel Hemm
- 1999: ولاد حرمة Ouled Horma
- 1999: درجة درجة Darja Darja
- 2000: صاڢا صاڢا Ça va, Ça va
- 2000: ولاو يديرو Wellaou Ytirou
- 2000: فهمها كي بغيت Fhamha Ki Bghite
- 2000: لعب بعيد laab baid
- 2000: بلقدر Belkdar
- 2000: ها احمد Ha Ahmed
- 2001: الي يدو مشمخة ويخرب فالدو يڤديه Li Yeddah Mchemmkha ou Yekhreb Feddaou Yegdih
- 2001: الحشمة عندها دي ليميت L'Hachema Aandha Des Limites
- 2001: نريسكي عمري N'Risqui Omri
- 2002: سيدي سيدي Sidi Sidi
- 2002: حابسين Habsine
- 2003: إلا خطاك جيبك ڤاري Lakhtak Jibek Gari
- 2003: رديتونا مهبلا Raditouna M'habla
- 2004: دڤدڤتيني Degdegtini
- 2004: شيما Chaïmaa
- 2005: هادي حالة Hadi Hala
- 2005: درت وحدة Dert Wahda
- 2005: شريكي Chriki
- 2005: لا نازا La Nasa
- 2006: راك شايع Rak Chayaa
- 2006: آن مليار un Milliard
- 2007: بيزار Bizarre
- 2007: تيكيرو Te Quiero
- 2007: الميليو milieux
- 2007: لو كان نفرغ شا في قلبي loukan nfaragh cha fi galbi
- 2008: يا ربي آمين Ya Rabbi Amine
- 2008: ارجى وهاذي Erja!...Ou Hadi!
- 2009: الله كبير Allah Kbir
- 2009: حاجة ماماي Haja Mammay
- 2010: ڤاع نبغو الدراهم Gaa Nebghou Drahem
- 2010: نيف والهمة Nif Wel Hemma
- 2011: سنيوريتا Senorita
- 2012: أون شانس Une Chance
- 2012: عليك كي داير Alik Ki Dayer
- 2013: خلطها تصفى Khaleteha Tesfa
- 2013: باسطة Basta
- 2014: لاز دوز الخدمة الخدمة L'as D'os / Khedma Khedma
- 2014: ليام العوجة Liyam El-Awdja

## أغاني مشهورة
تركت عمدا أسماء الألبومات بالاحرف اللاتينية لتسهيل إيجادها في الوب
- 1996 : الغربة والهم Ghorba Wel Hemm ألبومالغربة والهم Ghorba Wel Hemm
- 1999 : ولاد حرمة Ouled Horma البوم ولاد حرمة Ouled Horma
- 1999 : 'درجة درجة Darja Darja البوم 'درجة درجة Darja Darja
- 2000 : سوهيلة Souhila البوم بلقدر Belkdar
- 2001 : أنتي عمري أنتي ماڢي Nti Omri Nti Ma Vie البوم الحشمة عندها دي ليميت L'Hachema Aandha Des Limites
- 2003 : إلا خطاك جيبك ڤاري Lakhtak Jibek Gari البوم إلا خطاك جيبك ڤاري Lakhtak Jibek Gari
- 2003 : دي عايزة كلام Di Ayza Kalem البوم إلا خطاك جيبك ڤاري Lakhtak Jibek Gari
- 2004 : الكريدي حبسناه Crédit Habesnah البوم دڤدڤتيني Degdegtini
- 2005 : نجيبها في روما ولا برصلونا Njibha Fi Roma Wella Barcelona البوم درت وحدة Dert Wahda
- 2005 : شريكي Chrikiالبوم شريكي Chriki
- 2006 : آن مليار un Milliardالبوم آن مليار un Milliard
- 2007 : تيكيرو Te Quiero البومتيكيرو Te Quiero
- 2008 : سرغوسا Saragossa البوم ارجى وهاذي Erja!...Ou Hadi!
- 2008 : ارجى وهاذي Erja!...Ou Hadi! البوم ارجى وهاذي Erja!...Ou Hadi!
- 2011 : سنيوريتا Senoritaالبوم سنيوريتا Senorita
- 2012 : أنا Ana البوم عليك كي داير Alik Ki Dayer
- 2013 : ما عندكشي اداك الواد تعيى شاد، تعيى وتآبوندوني Maandekchi Eddak El Oued Yaoudi Teaya Chad, Teaya Wet-Abondonni البوم خلطها تصفى Khaleteha Tesfa
- 2014 : بصحتك عمري بالعشق الجديد B'sahtek Omri البوم Compilation Redson 2014
- 2015 : برافو عليك BRAVO 3lik
- كما أن الشاب بلال عمل علي الكثير من الألبومات والأغاني منها: سفا صاحبي في 2017 وفيدا لوكا التي حصلت على ضجة في مواقع التواصل الاجتماعي

## وصلات خارجية
- الشاب بلال على موقع ميوزك برينز (الإنجليزية)
- الشاب بلال على موقع ديسكوغز (الإنجليزية)